# Władysławowo
Władysławowo (udtale: [vwadɨswaˈvɔvɔ], kasjubisk: Wiôlgô Wies, tysk: Großendorf) er en by i den nordligste del af voivodskabet Pommern i det nordlige Polen. Byen der ligger ved østersøkysten har 9.613(2021) indbyggere og et areal på 13,7 km², og er en del af powiatet (amt) Puck.

## Geografi
Polens nordligste punkt er beliggende i Jastrzębia Góra, markeret af monumentet Gwiazda Północy ("Nor dstjernen"), som står på en klippe med udsigt over stranden, der er det faktiske nordligste punkt. Det nærliggende næs ved Cape Rozewie blev tidligere anset for at være landets nordligste punkt forud for målinger udført i december 2000.

## Historie
I 1634 tegnede ingeniør Fryderyk Getkant et fort kaldet Władysławowo beliggende på Hela-halvøen, flere kilometer øst for den nuværende by Władysławowo.
Der blev bygget som en ny by som en polsk fiskerihavn i 1930'erne under den anden polske republik, med fiskeri en nøgledel af polske økonomi på det tidspunkt. Byggeriet begyndte i marts 1936, og den nye by blev officielt indviet den 3. maj 1938.
Den blev opkaldt efter den polske konge Vladislav 4. Vasa, som påbegyndte konstruktionen af den polske flåde.
Efter at have vokset og inkorporeret flere af de omkringliggende landsbyer og bebyggelser i sine grænser siden fik byen officielt byrettigheder den 30. juni 1963. Den fortsatte med at ekspandere med flere landsbyer, der blev dens kvarterer.
I øjeblikket er Władysławowo en trafikhavn og et populært feriemål ved havet.

## Gallery
- Władysławowo jernbanestation
- Hotellet Cetniewo
- Władysławowo kirke
- Władysławowo strand
- Havnen i Władysławowo
- Hela-halvøen set fra den højeste bygning i Władysławowo
- Władysławowo rådhus